# Stefano Soderini
Stefano Soderini (Roma, 13 agosto 1961) è un ex terrorista e collaboratore di giustizia italiano, militante prima in Terza Posizione e poi nel gruppo eversivo d'ispirazione neofascista Nuclei Armati Rivoluzionari.

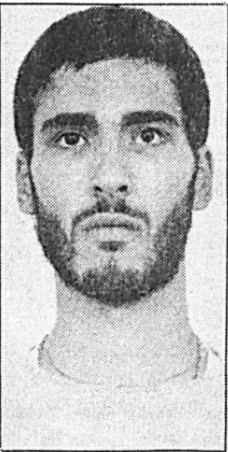
Foto di Stefano Soderini tratta dall'edizione milanese del Corriere della Sera del 14 settembre 1983

Dopo un periodo di iniziale militanza in TP, intorno al 1980 entra in contatto con il gruppo dei NAR di Valerio Fioravanti intraprendendo un percorso di lotta armata terminata con il suo arresto avvenuto a Milano il 12 settembre 1983. Nel marzo del 1986 decise di diventare un collaboratore di giustizia.

## Biografia

### La militanza in Terza Posizione
Dopo una breve militanza politica entra a far parte, ancora giovanissimo ed attraverso la conoscenza del figlio del professor Paolo Signorelli (Luca), nella cellula del quartiere Vigna Clara di Costruiamo l'azione, il gruppo della destra radicale che esprime la continuità organizzativa di Ordine Nuovo .
(Interrogatorio di Soderini del 10 novembre 1989)
In questo contesto, nel dicembre del 1977, poco più che sedicenne Soderini ha modo di partecipare a due eventi che verranno poi elaborati come una sorta di sua investitura ordinovista. Il 21 dicembre, sui monti di Tivoli, al solstizio d'inverno: appuntamento sacro per i neofascisti evoliani, eredi della tradizione neopagana dei Figli del sole in cui, dopo i sacrifici rituali vengono cantati gli inni di Ordine Nuovo. Dieci giorni dopo prende parte alla festa di Capodanno nella villa di Fabio De Felice, a Poggio Catino: "Il professore Signorelli mi invitò alla festa di Capodanno. La festa ebbe sì carattere conviviale ma rappresentò ai miei occhi una sorta di definitiva immissione, posto che ero stato portato a contatto con persone di età e di posizione molto diversa dalla mia."
Seguendo le indicazioni del professor Signorelli aderisce a Terza Posizione con una logica entrista ma ben presto finisce per legarsi umanamente a Roberto Nistri e dopo il suo arresto entra a far parte nel nucleo operativo capeggiato da Giorgio Vale e partecipa a una decina di rapine di autofinanziamento .
(Gabriele Adinolfi da Fascisteria di Ugo Maria Tassinari)

### La lotta armata con i NAR
Pur continuando a militare in TP, intorno agli inizi del 1980, attratti dal pragmatismo spontaneista dei NAR e dal carisma esercitato da Giusva Fioravanti nei confronti dei giovani del Nucleo operativo di quella formazione, Soderini, Luigi Ciavardini, Pasquale Belsito e Giorgio Vale iniziano un proprio percorso di allontanamento dai leader di TP, Roberto Fiore e Gabriele Adinolfi e di organico coinvolgimento nel gruppo Fioravanti in cui erano rimasti a far parte, oltre a Giusva, Francesca Mambro, Gilberto Cavallini e Gabriele de Francisci.
La sua partecipazione a un omicidio con i NAR avviene, in modo del tutto casuale, il 26 novembre 1980 quando, in compagnia di Gilberto Cavallini incorre in un controllo da parte dei carabinieri in una carrozzeria di Lambrate. Cavallini apre il fuoco uccidendo il brigadiere Lucarelli ma, nella fuga, i due dimenticano i documenti che finiscono in mano ai carabinieri e così anche Soderini diventa un latitante.
Si rifugia prima in Veneto dove, il 19 dicembre, partecipa a una rapina miliardaria alla gioielleria Giraldo a Treviso. Da quel momento alterna lunghi periodi in Italia a soggiorni all'estero, prima in Brasile e poi in Grecia e in Svizzera, assieme alla sua ragazza, Daniela Zoppis, che ha già avuto un figlio da Cristiano Fioravanti e che poi ne darà altri due a lui.
Quando è in Italia prende parte anche ad altri due omicidi dei NAR. Il 30 settembre 1981 partecipa all'agguato nei confronti di Marco Pizzari, estremista di destra accusato dal gruppo di essere un delatore e freddato con tre colpi di arma da fuoco nei pressi di piazza Medaglie d'Oro, a Roma. Il 21 ottobre 1981, invece, fa parte del commando con Alessandro Alibrandi, Gilberto Cavallini, Francesca Mambro, Giorgio Vale e Walter Sordi che, nei pressi di Acilia, uccide in un agguato il capitano della Digos Francesco Straullu (e l'agente Ciriaco Di Roma), che coordina molte indagini sui gruppi dell'eversione nera, e mal visto negli ambienti neofascisti.
Soderini viene arrestato il 12 settembre del 1983, in un bar di corso Genova a Milano, assieme a Gigi Cavallini che era tornato in Lombardia proprio per soccorrere l'amico rimasto senza soldi e senza appoggi
L'8 marzo 1986, durante un'udienza del processo in corso presso la quarta sezione della Corte d'Assise di Roma, decide di pentirsi e di diventare un collaboratore di giustizia: "Signor presidente, signori della Corte" dichiarò Soderini durante l'udienza "ho deciso di rendere ampia, totale e completa collaborazione con la Giustizia. Sono quindi pronto a rispondere alle domande e ad accusarmi dei reati che ho commesso" Una volta scarcerato, sotto falsa identità per ragioni di sicurezza, si stabilisce in Piemonte, a Exilles dove lavora come tecnico in alcuni cantieri della Valle di Susa.

### Dopo il carcere
Il 26 marzo del 2007 viene di nuovo denunciato, ma questa volta non per reati legati al terrorismo. L'accusa, infatti, è di sottrazione di minore, per essere sparito, molto probabilmente con destinazione Guatemala, con il proprio figlio di otto anni avuto dall'ex moglie ungherese, dopo che il tribunale dei minori aveva sentenziato di affidare il bambino alla donna, che vive a Roma.